# Petnaest četvrtaka sv. Riti
Petnaest četvrtaka sv. Riti, kršćanska pučka pobožnost. Petnaest četvrtaka priprave za svetkovinu sv. Rite nastali su iz pučke pobožnosti u spomen na 15 godina svetičine stigmatiziranosti, tijekom kojih je svetica na čelu nosila stigmu Kristova trna. Ta se pobožnost osobito proširila Italijom i u inozemstvu nakon što je papa Lav XIII. 24. svibnja 1900. proglasio Ritu sveticom.
U ovoj pučkoj pobožnosti, ističe se vrijednost evangelizacije i rasta u kršćanskom životu. Ta pobožnost uključuje duhovni put koji počinje u veljači i iz tjedna u tjedan traje do 22. svibnja, kada je svetkovina sv. Rite. Jedan je od puteva evangelizacije današnjeg svijeta i suprotstavljanja opasnostima čarobnjaštva i širenja sekti. Svakog četvrtka u tijeku obavljanja pobožnosti obvezno je:
- sudjelovati na svetoj Misi
- moliti se sam ili u zajednici prema ovdje navedenim molitvama
- provoditi tjedno djelo obraćenja
- ispovijedati se, po mogućnosti jednom mjesečno.[1]

Predložene molitve za svaki četvrtak mogu se moliti u obitelji, i u crkvi. Ako se mole u zajednici, mogu se započeti i završiti pjesmom.